# 哈斯效应
哈斯效应（英語：Haas effect; Precedence effect）是一种双耳心理声学效应，声音延迟对人类方向听觉的影响要比音量大小的影響大得多的效应。故此，它也被称为优先效应。第一声音发出后25-35毫秒发出第二声音，听者则能听出为一整体融合的声音；但若相隔时间超过35毫秒，听者则听出为第二声源。听者也主要以第一声音确定声源的地点和方向。
哈斯效应是亥尔姆·哈斯于1949年在他的博士论文中描述的。
利用哈斯效应对调整会场和音乐厅整体声音和谐是很重要的。